# Большая (Архангельская область)
Больша́я — сельский населённый пункт в Архангельской области. Административный центр Пермогорского сельского поселения Красноборского района.

## География
Деревня находится на левом берегу реки Северная Двина. Расстояние до Красноборска равно — 20 км, до Котласа — 70 км, до Архангельска — 525 км.

## Административное положение
Большая — деревня, центр Пермогорского сельского поселения Красноборского района.

## Демография
Численность населения деревни, по данным Всероссийской переписи населения 2010 года, составляла 416 человек. Постоянное население деревни по данным на 2009 г. составляло 411 человек, в том числе 124 пенсионера и 71 ребёнок. Население деревни с практически сросшимися с ней деревнями составляет 440 человек.

## Социальная сфера
В деревне имеется почта, медпункт, школа и несколько магазинов.

## Транспорт
Через деревню Большая проходит автодорога Архангельск — Котлас. Большая связана автобусным сообщением с Красноборском, Черевково, Котласом, Архангельском, Коряжмой и Великим Устюгом.
Автобусы:
- Красноборск — Черевково — Красноборск (остановка в Большой (Пермогорье))
- Котлас — Верхняя Тойма — Котлас (остановка в Большой (Пермогорье))
- Архангельск — Котлас — Архангельск (остановка в Большой (Пермогорье))
- Архангельск — Коряжма — Архангельск (остановка в Большой (Пермогорье))
- Архангельск — Великий Устюг — Архангельск (остановка в Большой (Пермогорье))
- Северодвинск — Котлас — Северодвинск (остановка в Большой (Пермогорье))

## Экономика
В деревне действует колхоз «Искра», в котором работает 40 человек.

### Карты
- Большая на карте Wikimapia